# Valentina Ponomariova
Pour les articles homonymes, voir Ponomariova.
Valentina Leonidovna Ponomariova (en russe : Валентина Леонидовна Пономарёва) est une aspirante-cosmonaute soviétique née le 18 septembre 1933 à Moscou (république socialiste fédérative soviétique de Russie, URSS) et morte le 8 novembre 2023 dans la même ville.

## Biographie
Diplômée de l'Académie des Sciences de Moscou en 1957, Valentina Ponomariova rejoint le groupe féminin de cosmonautes en avril 1962. Après plusieurs semaines d'entraînement, elle est qualifiée « candidate finale au premier vol spatial féminin » (Vostok 6), en compagnie de Valentina Terechkova et Tatiana Kouznetsova.
Le choix entre les deux candidates (comme le choix final entre Gagarine et Titov) se fait finalement sur des critères idéologiques. À la question « Qu'attendez-vous de la vie ? », Valentina Ponomariova répond « Je prendrai tout ce qu'elle pourra m'offrir », tandis que la réponse de Valentina Terechkova est « Je soutiendrai sans faillir le Komsomol et le Parti communiste », réponse bien plus satisfaisante du point de vue de la propagande idéologique.
Valentina Ponomariov est donc désignée comme doublure de Valentina Terechkova.

## Vols réalisés
Après le vol historique de Terechkova, Valentina Ponomariova est pressentie pour un second vol d'un équipage entièrement féminin de deux personnes. Ce projet (comme plusieurs autres vols du programme Vostok) est finalement annulé, et Valentina Ponomariova quitte le corps des cosmonautes le 29 novembre 1962 sans avoir pu voler.